# Michel Diebolt-Weber

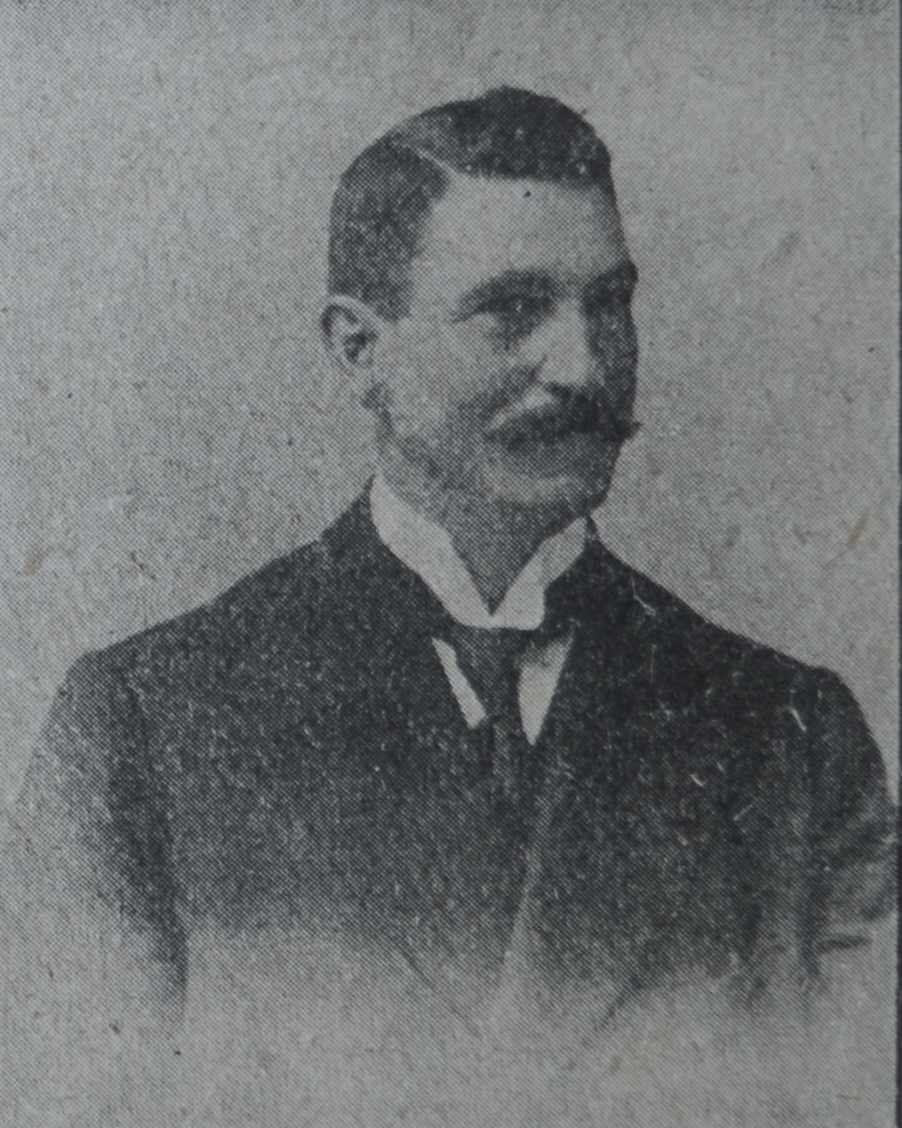
Michel Diebolt, 1911

Michel Diebolt-Weber (im Landtagshandbuch Michel Diebolt geschrieben) (* 10. Dezember 1859 in Oberhausbergen; †  18. April 1936 ebenda) war Landtagsabgeordneter und Senator.

## Leben
Michel Diebolt-Weber besuchte bis 1871 die Volksschule und danach bis 1877 das protestantische Gymnasium Straßburg. Nach dem Wehrdienst als Einjährig-Freiwilliger arbeitete er als Landwirt und Gründer einer Molkerei. Er war Vorsitzender des landwirtschaftlichen Kantonalvereins Schiltigheim, Direktor der landwirtschaftlichen Zentralkasse von Elsaß-Lothringen und Mitglied im Vorstand des Landesverbandes landwirtschaftlicher Kreisverein von Elsaß-Lothringen.
1911 wurde er vom Landwirtschaftsrat Elsaß-Lothringen (Unterelsaß) in die I. Kammer des elsaß-lothringischen Landtages gewählt, dem er bis 1918 angehörte.
Nach der Re-Annexion von Elsaß-Lothringen durch Frankreich nach dem Ersten Weltkrieg wurde er 1920 in das Comité consultatif d’Alsace et de Lorraine berufen.
Am 11. Januar 1920 wurde er auch für das Département Bas-Rhin in den französischen Senat gewählt. Er gehörte im Senat der Fraktion der Union républicaine an. Am 9. Januar 1927 wurde er wiedergewählt. 1935 trat er nicht mehr zur Wahl an und schied aus dem Senat aus. Im Parlament gehörte er den Kommissionen für Landwirtschaft, Elsaß-Lothringen, Handel, Industrie, Arbeit und Post an.